# (35103) 1991 RZ14
1991 RZ14 (asteroide 35103) é um asteroide da cintura principal. Possui uma excentricidade de 0.06662900 e uma inclinação de 1.49526º.
Este asteroide foi descoberto no dia 15 de setembro de 1991 por Henry E. Holt em Palomar.